# Regina Spektor
Regina Ilinitjna Spektor (ryska: Реги́нa Ильи́нична Спе́ктор), född 18 februari 1980 i Moskva i Sovjetunionen, är en rysk-amerikansk singer-songwriter och pianist, uppväxt i New York. Hon sjunger en klassiskt inspirerad musik. Hennes musik är tätt förknippad med antifolkmusikscenen i New York.

## Biografi
Regina Spektor kommer från en musikalisk judisk familj. Hennes far (död 2022)  arbetade som fotograf och var amatörviolinist, medan hennes mor är musikprofessor och tidigare var lärare på en skola i Mount Vernon, New York, numera pensionerad. Efternamnet Spektor kommer från ryskans инспектор (”inspektör”), en titel som gav judar vissa privilegier i det gamla ryska samhället. 
Familjen lämnade Sovjetunionen 1989, under perestrojkan, då judiska medborgare tilläts emigrera. Efter att ha rest till först Österrike och därefter Italien kom Spektor med sin familj till Bronx i New York där de slog sig ner för gott. Hennes stora passion har alltid varit musik, i början endast klassisk musik. Hon har varit elev för Sonia Vargas, musiklärare vid Manhattan School of Music, där hon genomgick en grundlig klassisk pianistutbildning tills hon var 17 år. Därefter har hon studerat på SUNY Purchase Music Conservatory, en fyraårig utbildning som hon genomförde på tre år. Hon säger att hon influerats mycket av klassisk musik i sin vidareutveckling mot låtskrivandet och den delvisa övergången till det minimalistiska och har turnerat med band som The Strokes, Kings of Leon, Mates of State och The Moldy Peaches. 
De första albumen har enbart släppts i USA, men Mary Ann Meets the Gravediggers and Other Short Stories har utgetts i flera länder världen över. I Sverige kan man köpa både Soviet Kitsch och Begin to Hope, som bland annat innehåller låtarna ”Fidelity” och ”Better”.
De låtar som förmodligen tillhör de mer kända för den svenska publiken är ”Fidelity”, ”On the Radio”, ”Better” och ”Samson” från skivan Begin to Hope, som under 2007 spelades flitigt i svensk radio, främst i Sveriges Radio P3, och ”Laughing with” från albumet Far. Låten ”Samson” var också med på den tidigare skivan Songs. 2016 sjöng hon George Harrisons ”While My Guitar Gently Weeps” till eftertexterna i filmen Kubo och de två strängarna.
Regina Spektor är sedan 2011 gift med musikern, kompositören och producenten Jack Dishel. Paret har en son, född 2014, och en son, född 2020.

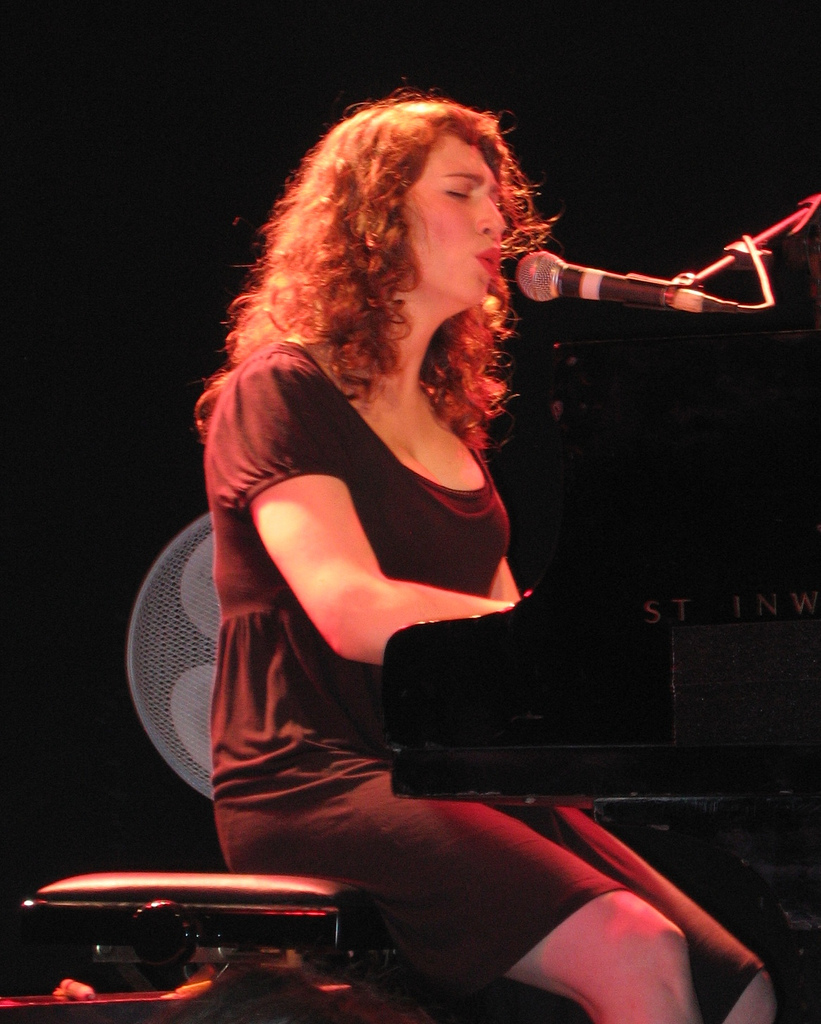
Regina Spektor i Tel Aviv 2007

## Diskografi

### Studioalbum
- 2001 – 11:11 (Regina Spektor)
- 2002 – Songs (Regina Spektor)
- 2004 – Soviet Kitsch (Sire/London/Rhino)
- 2006 – Begin to Hope (Sire)
- 2009 – Far (Sire)
- 2012 – What We Saw from the Cheap Seats (Sire)
- 2016 – Remember Us To Life (Sire)
- 2022 – Home, before and after (Sire)

### Singlar och EP-skivor
- 2003 – Reptilia b/w Modern Girls & Old Fashion Men av The Strokes (Rough Trade)
- 2004 – Your Honor / The Flowers (Shoplifter)
- 2005 – Live at Bull Moose (Sire), EP
- 2005 – Carbon Monoxide (Transgressive)
- 2006 – "Us" (Transgressive)
- 2006 – On the Radio (Regina Spektor-låt) (Sire) UK #60
- 2006 – Fidelity (Sire) US #51
- 2007 – Live in California 2006 EP (Sire)
- 2007 – On the Radio (Regina Spektor-låt) (Sire)
- 2007 – Samson (Sire)
- 2007 – Better (Sire)
- 2009 – The Call (Sire)
- 2009 – Eet (Sire)
- 2009 – Laughing With (Sire)
- 2010 – No Suprises (Sire)
- 2012 – All the Rowboats (Sire)
- 2012 – Don't Leave Me (Ne Me Quitte Pas) (Sire)
- 2013 – You've Got Time (Sire)
- 2016 – Bleeding Heart (Sire)
- 2016 – Small Bill$ (Sire)
- 2016 – Black and White (Sire)
- 2016 – Older and Taller (Sire)
- 2018 – Birdsong (Sire)
- 2019 – You've Got Time (chamber version) (Sire)

### Live-album
- 2010 – Live in London (Sire)

### Samlingsalbum
- 2006 – Mary Ann Meets the Gravediggers and Other Short Stories (Transgressive)